# Franz Egon von Fürstenberg-Herdringen
Franz Egon Freiherr (ab 1843 Graf) von Fürstenberg-Herdringen (* 15. August 1818 in Herdringen; † 1. Februar 1902 ebenda) war Fideikommissherr, Politiker und Bauherr des neuen Schloss Herdringen.

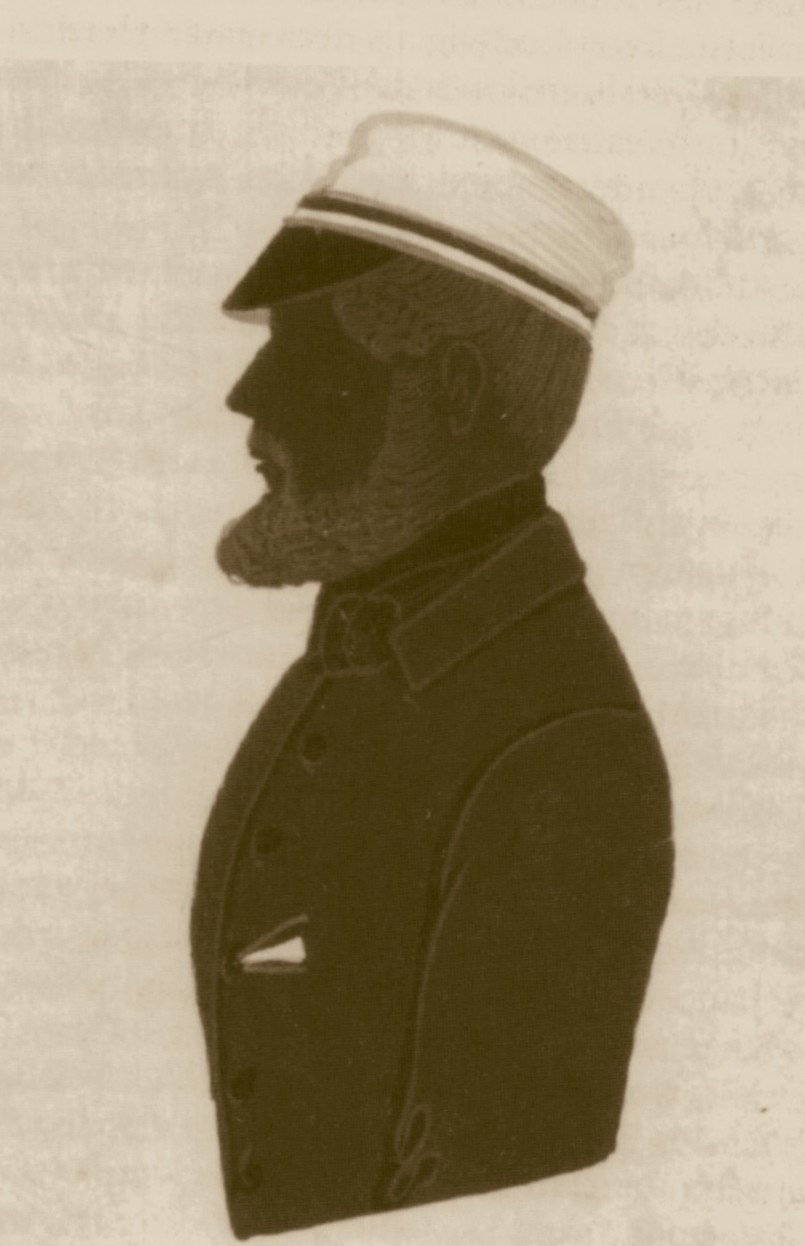
Franz Egon von Fürstenberg-Herdringen (Scherenschnittgemälde um 1845)

Egon von Fürstenberg-Herdringen

## Herkunft und Familie
Franz Egon Freiherr von Fürstenberg-Herdringen (nicht zu verwechseln mit seinem Onkel Franz Egon von Fürstenberg-Stammheim) war Sohn des Reichsfreiherrn Franz Egon Philipp (1789–1832) aus dem westfälischen Adelsgeschlecht Fürstenberg und dessen Frau Ferdinandine (geb. Freiin v. Landsberg-Velen). Nach dem frühen Tod seines Vaters 1832 und dem Tod des Großvaters 1835 fiel dem damals erst 17-Jährigen der Familienbesitz zu. Verwaltet wurde der Besitz bis zur Volljährigkeit von Treuhändern. In dieser Zeit erfuhr Fürstenberg eine umfassende Ausbildung zur Vorbereitung auf die Besitzübernahme. So besuchte er zwischen 1832 und 1836 das Gymnasium in Paderborn und erhielt anschließend Privatunterricht in der Wohnung von Paulus Melchers (dem späteren Erzbischof von Köln) in Münster. Im Jahr 1838 schloss er die Schulausbildung mit dem Abitur ab. Anschließend studierte Fürstenberg Jura und Geschichte an der Friedrich-Wilhelms-Universität in Bonn. Unterbrochen vom Militärdienst setzte er seinen Studien in München und Heidelberg fort. Im Jahr 1841 übernahm er dann die Familiengeschäfte.

## Leben und Wirken
Fürstenberg verlegte den Hauptsitz von der Adolfsburg nach Herdringen und betrieb von dort aus Verwaltung und Erweiterung des Besitzes der Linie Fürstenberg-Herdringen. Im Jahr 1843 wurde der Besitzer des Fideikommisses von Friedrich Wilhelm IV. in den erblichen Grafenstand erhoben. Kurze Zeit später wurde ihm außerdem der Ehrentitel eines Erbtruchseß im Herzogtum Westfalen verliehen. Im Jahr 1847 heiratete er Caroline Freiin von Stael-Sutthausen in Münster. Aus dieser Ehe stammten fünf Kinder, unter ihnen der einzige Sohn und Erbe, Engelbert Egon. 
Neben der Verwaltung seines Besitzes übernahm er auch politische Funktionen. Im Jahr 1852 war er Mitglied des Provinziallandtags der Provinz Westfalen. Er war als stellvertretendes Mitglied für die Ritterschaft im Wahlbezirk Herzogtum Westfalen gewählt worden. Bei der Umgestaltung der ersten Kammer des preußischen Landtages zum Herrenhaus, bei dem sein Namensvetter Franz Egon von Fürstenberg-Stammheim eine wichtige Rolle spielte, erhielt das Haus Fürstenberg-Herdringen einen erblichen Sitz in diesem Oberhaus. Dort vertrat Franz-Egon einen konservativen und nach Gründung der Zentrumspartei auch einen katholischen Standpunkt. Mit eigenständigen politischen Initiativen ist er dabei nicht hervorgetreten. Wichtiger waren ihm in den wenigen Sitzungswochen im Jahr der Kontakt zum Hof und gesellschaftliche Begegnungen in Berlin. 

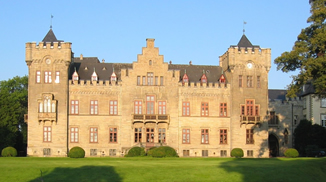
Schloss Herdringen vom Park aus gesehen (Foto von 2005)

Historisch bedeutsamer war die Funktion von Franz Egon von Fürstenberg als Bauherr. Das alte Schloss Herdringen stammte bei Übernahme des Besitzes im Kern aus dem 16. Jahrhundert und wurde umgeben von neueren Gebäuden aus den folgenden Jahrhunderten, die in unterschiedlichen Stilen errichtet waren. Wie sein gleichnamiger Onkel beauftragte er 1844 den Kölner Dombaumeister Ernst Friedrich Zwirner mit einem Neubau. Bis 1853 entstanden so der neugotische Bau des Schlosses und ein im englischen Stil angelegter Landschaftspark. Das alte Schloss wurde abgerissen. Die Gestaltung des Parks lag in den Händen des Gartendirektors von Köln, Jakob Greiß. In den folgenden Jahrzehnten wurde der Landschaftsgarten immer mehr erweitert auf schließlich etwa 65 Hektar.